# رادیولوژی دهان و فک و صورت
رادیولوژی دهان و فک و صورت از رشته‌های تخصصی دندانپزشکی شامل مبانی فیزیکی و تکنیک‌های تصویربرداری ، تفسیر ضایعات دهان و فک و صورت در انواع تصویربرداری‌ها و حفاظت در برابر تشعشعات کاربردی است .
متخصصان این رشته پس از فارغ التحصیلی از رشته دندانپزشکی عمومی وارد تخصص رادیولوژی فک و صورت به مدت ۳ سال می شوند.